# Federazione italiana associazioni donatori di sangue
La Federazione Italiana Associazioni Donatori di Sangue (FIDAS) è una federazione che rappresenta 81 associazioni locali che operano nel campo della donazione di sangue e degli emocomponenti. È membro del CIVIS (Coordinamento interassociativo del volontariato italiano del sangue) e ha sede legale a Roma presso l'ospedale Fatebenefratelli all'Isola Tiberina mentre la sede operativa è sita in Piazza Margana 19 a Roma
La FIDAS è composta da associazioni di carattere regionale, provinciale, comunale, locale, aziendale, studentesco, che svolgono la loro attività nell'ambito delle leggi vigenti in materia trasfusionale.
Le singole associazioni sono rappresentate in seno alla federazione dai presidenti o da persone dagli stessi designate. Le cariche federali sono ricoperte da persone elette su proposta delle associazioni. Dal 2020, Giovanni Musso è il Presidente Nazionale.

## Storia
Nel 1959 a Torino con atto notarile, Cesare Rotta dell'Associazione donatori sangue Piemonte, Giovanni Faleschini dell'associazione friulana, Giobatta Ottonello dell'associazione Ligure, Domingo Rodino di Cairo Montenotte e Luigi Marenco di Ovada costituirono la Federazione Italiana Associazioni Donatori di Sangue - FIDAS.
Motore dell'iniziativa fu il professor Achille Mario Dogliotti che, nell'immediato dopoguerra, fondò il gruppo provinciale di Torino e diede poi vita all'associazione del Piemonte.
L'idea di una federazione delle associazioni donatori di sangue autonome ed indipendenti, si manifestò a seguito degli incontri avvenuti tra rappresentanti di associazioni della Liguria e del Piemonte i quali inizialmente intendevano studiare la possibilità di realizzare un'unione ligure piemontese, col preciso scopo di collaborare per una migliore organizzazione del sistema trasfusionale delle due regioni. Si interpellarono anche gli esponenti di associazioni di altre regioni, i quali, consapevoli della necessità di riunire e coordinare l'attività di numerosi gruppi autonomi e di tutelare gli interessi morali degli stessi attraverso un organismo che li rappresentasse tutti, dimostrarono vivo interesse al progetto.
Una lunga serie di incontri condotti da una commissione interregionale formata da rappresentanti della Liguria, del Friuli, dell'Abruzzo, della Toscana, della Lombardia, dell'Emilia e del Piemonte, esaminò le caratteristiche e l'organizzazione delle varie associazioni, i loro principi ed i loro obiettivi, preparando le intese e lo statuto al quale tutti, condividendolo, avrebbero dovuto uniformarsi. Lo statuto è basato su principi altamente liberali per quanto riguarda l'autonomia e l'indipendenza di ogni singola associazione, pone tuttavia alle associazioni federate l'accettazione di quei presupposti morali che sono indivisibili dai principi umanitari professati da soci donatori di sangue appartenenti alle medesime.
Deve essere garantita la giusta destinazione del sangue offerto e deve essere evitata ogni speculazione che potrebbe essere fatta su di esso.
La FIDAS, fedele alla scelta dei suoi fondatori, si ripromette di rappresentare tutte le associazioni autonome ed indipendenti aderenti, in modo da contenere validamente aberrazioni di scopi e storture nel campo delle attività trasfusionali. Di fronte allo statuto e all'opinione pubblica, i donatori di sangue, come dissero i fondatori, debbono essere tutti uguali, perché se identico è il dovere che volontariamente si assumono di compiere, eguale deve essere il riconoscimento nei loro confronti.
Il professor Cesare Rotta fu il primo presidente nazionale della Federazione.

## Organizzazione FIDAS

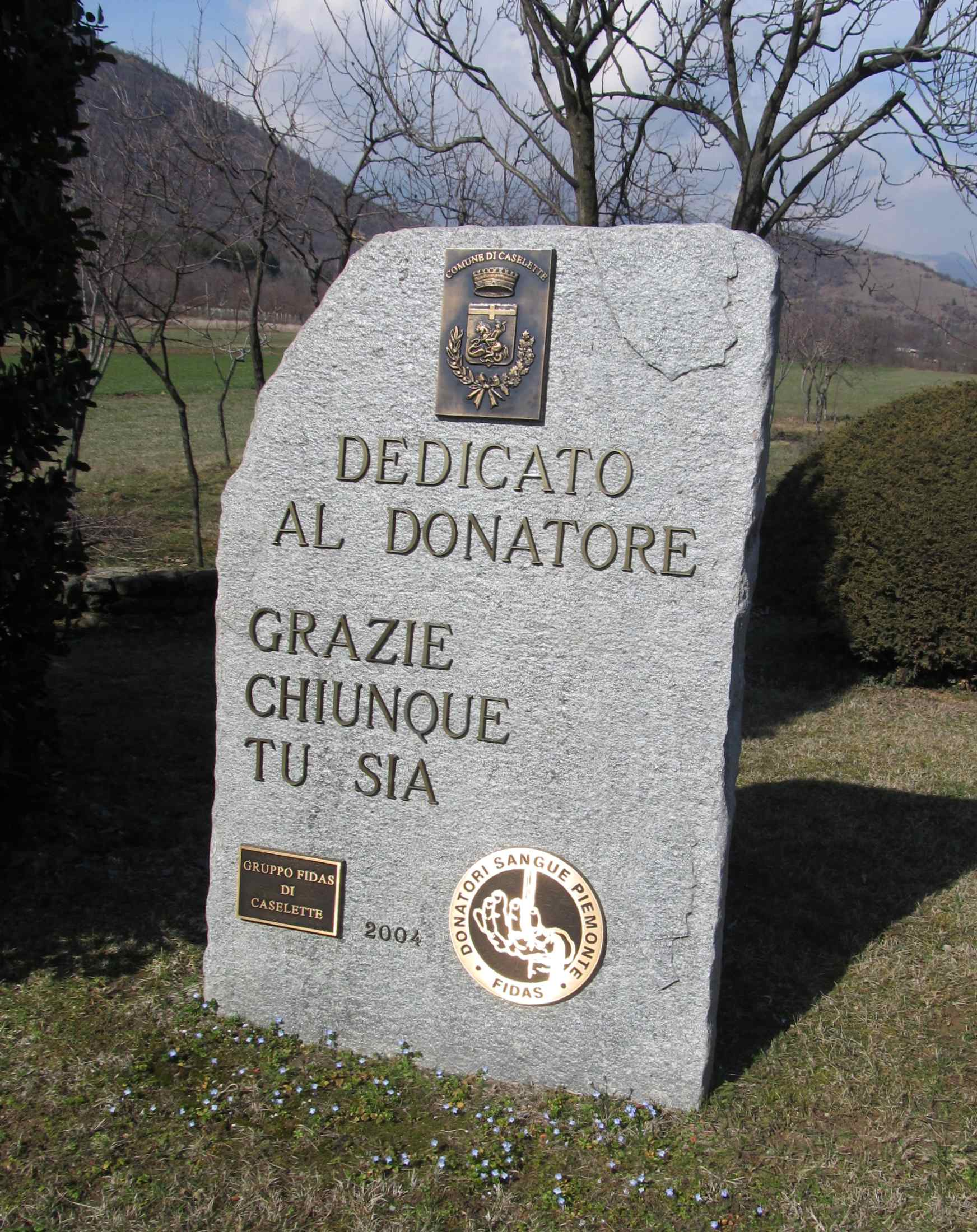
Caselette (TO): lapide FIDAS al donatore di sangue

La Federazione ha uno statuto che lascia ampia autonomia alle associazioni federate, preferendo stabilire criteri morali ed umanitari.
La Federazione è composta da 81 associazioni (che coprono 19 regioni), articolate in 1160 sezioni, con oltre 500.000 donatori iscritti, i quali hanno contribuito all’autosufficienza nazionale con 420.000 unità di sangue ed emocomponenti.
All'interno della FIDAS nazionale esiste un movimento giovanile chiamato "Coordinamento Giovani FIDAS"; ne fanno parte tutti i giovani delle varie federate d'Italia che hanno un'età compresa tra i 18 e i 30 anni. Alla guida del coordinamento c'è il coordinatore nazionale, aiutato da un segretario e dai referenti di zona che rappresentano le macro-aree (Nord-Est, Nord-Ovest, Centro-Sud-Isole) in cui è suddivisa, per comodità, tutta la Federazione.
Ad affiancare il presidente Musso, da maggio 2024 vi è un Consiglio Direttivo Nazionale, così composto: 
- Giovanni Mauro Benedetto
- Ivano Baita
- Feliciano Medeot
- Luisa Segato
- Giuseppe Natale
- Floriana Pretto
- Ines Seletti
- Rosita Orlandi
- Alfio Mangiagli
- Andrea Grande
- Lorenzo Spaggiari (Coordinatore Giovani)